# Millenniemålen

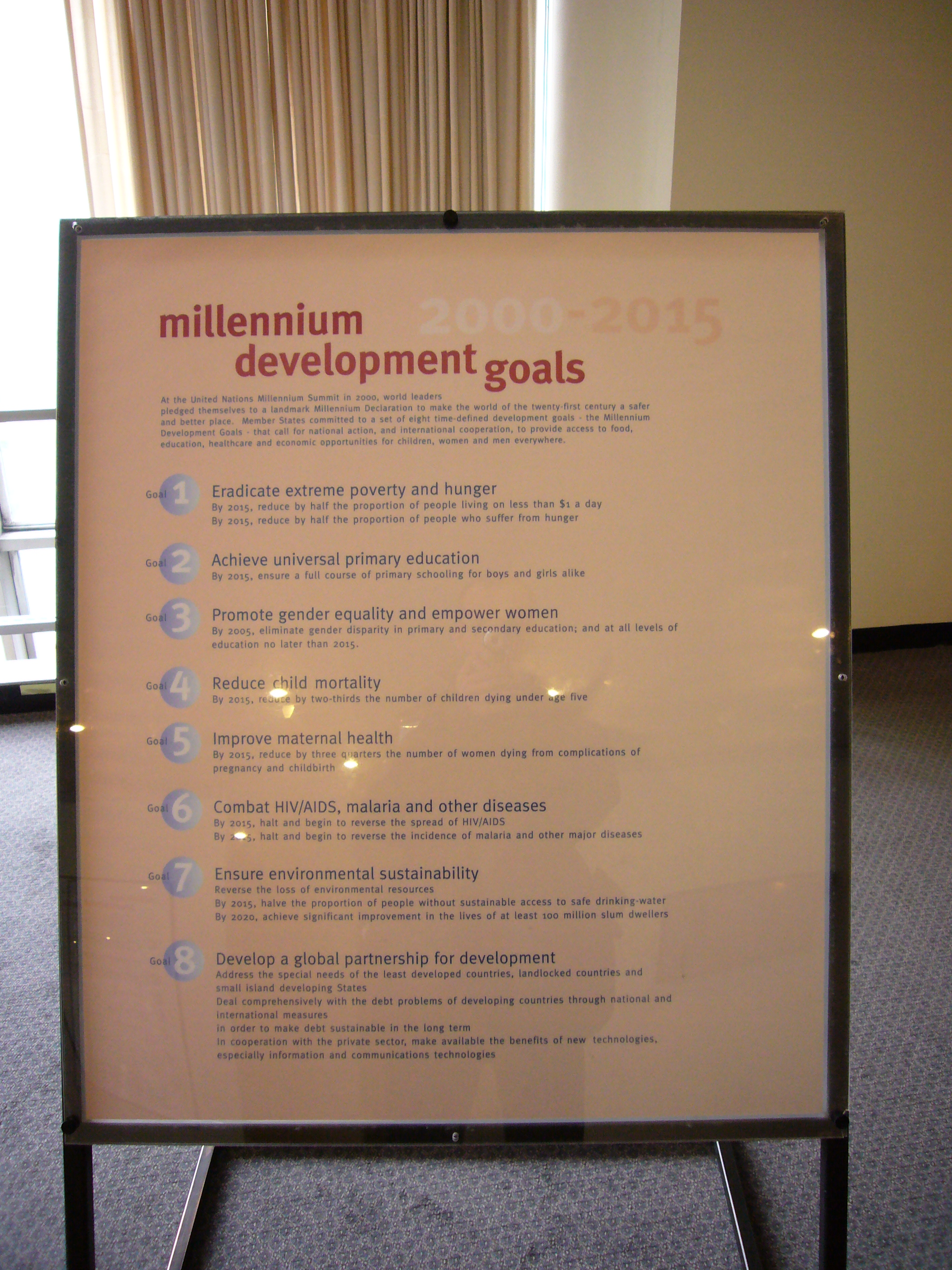

Millenniemålen är Förenta Nationernas millennieskiftes-satsning på åtta mätbara mål för att förbättra livet för fattiga människor och att skapa förutsättningar för en hållbar global utveckling i världen. Samtliga 193 av Förenta nationernas medlemsstater och minst 23 mellanstatliga organisationer kom överens om målen, som hade som målsättning att uppnås till år 2015. 
De innebar bland annat att den extrema fattigdomen i världen avsetts att minskas, att barnadödligheten avsetts minska och att spridningen av sjukdomar som hiv/aids och malaria avsetts stoppas. Dessutom avsågs samarbetet mellan fattiga och rika länder öka genom ett effektivare bistånd, rättvisare handelsvillkor och lättade skuldbördor.
Millenniemålen kom till efter millennietoppmötet i FN:s högkvarter i New York år 2000. Vid mötet, som anordnades av FN:s dåvarande generalsekreterare Kofi Annan, deltog 147 stats- och regeringschefer från FN:s medlemsstater. Syftet med toppmötet var att rikta uppmärksamhet mot utsatta människors behov runt om i världen och ett resultat blev att man enades om att det fanns ett kollektivt ansvar att arbeta för en positiv utveckling i världen. Baserat på löften och deklarationer från 1990-talets alla toppmöten enades därför stats- och regeringscheferna kring den så kallade millenniedeklarationen - som senare kom att konkretiseras i de åtta mätbara Millenniemålen.
Dessa målsättningar övergick år 2015 i det fortsatta arbetet, Agenda 2030.

## Målen
Millenniemålen var satta på global basis för att uppnås till år 2015. Baslinje för all statistik är år 1990 - när man talar om att halvera den extrema fattigdomen till 2015 utgår man alltså från hur stor fattigdomen var 1990. För att det ska vara möjligt att mäta och jämföra hur arbetet med att uppnå de olika målen gått upprättades ett antal delmål (targets)  och indikatorer (indicators) för vart och ett av målen.

### 1. Att utrota den extrema fattigdomen och hungern i världen
Mål 1 innebär följande tre delmål:
- Halvera andelen människor som lever på mindre än 1,25 USD om dagen - de människor som räknas som extremt fattiga (mätt från år 1990 fram till år 2015).
- Ge alla människor, inklusive kvinnor och unga som ofta diskrimineras, möjlighet till anställning med anständiga arbetsvillkor.
- Halvera andelen människor som lider av hunger och kronisk undernäring (mätt från år 1990 fram till år 2015).

### 2. Att se till att alla barn får gå i skolan
Mål 2 innebär ett delmål:
- År 2015 ska alla barn i världen, såväl flickor som pojkar, ha möjlighet att slutföra  grundskoleutbildning.

### 3. Att minska barnadödligheten i världen
Mål 3 innebär ett delmål:
- Minska barnadödligheten (antalet barn som dör innan de fyllt fem år) med två tredjedelar mellan år 1990 och 2015.

### 4. Att uppnå en bättre mödravård och minskad mödradödlighet
Mål 4 innebär följande två delmål:
- Mödradödligheten ska minskas med tre fjärdedelar mellan åren 1990 och 2015
- År 2015 ska alla ha tillgång till mödrahälsovård.

### 5. Att stoppa spridningen av hiv/aids, malaria och andra sjukdomar
Mål 5 innebär följande tre delmål:
- Spridningen av hiv och aids ska ha upphört och vara på väg tillbaka år 2015.
- År 2015 ska alla som behöver medicin emot hiv eller aids ha möjlighet att få det.
- Utbredningen av malaria och andra stora sjukdomar ska ha upphört och vara på väg tillbaka år 2015.

### 6. Att säkerställa en miljömässigt hållbar utveckling
Mål 6 innebär följande fyra delmål:
- Att länders politik går i linje med grundförutsättningarna för en hållbar utveckling och att den pågående trenden - där våra naturresurser utarmas - vänds.
- År 2010 ska utarmningen av den biologiska mångfalden ha minskat betydligt.
- Halvera andelen människor som inte har tillgång till rent dricksvatten och drägliga sanitära förhållanden.
- Livsvillkoren för minst 100 miljoner människor som lever i slumområden ska ha förbättrats till år 2020.

### 7. Att utveckla ett globalt partnerskap för utveckling
Mål 7 innebär sex delmål:
- Se till att de speciella behov som finns bland små önationer under utveckling (small island developing states) och länder utan kust (landlocked countries).
- Utveckla ett globalt finans- och handelssystem som är öppet och rättvist, och som tar hänsyn till de fattigaste ländernas intressen.
- Bemöta de minst utvecklade ländernas behov.
- På djupet adressera utvecklingsländers skulder, både på nationell och internationell nivå, så att skuldberoendet blir långsiktigt hållbart.
- I samarbete med läkemedelsföretag tillhandahålla människor i utvecklingsländerna nödvändiga läkemedel till rimliga priser.
- I samarbete med den privata sektorn tillgängliggöra ny teknologi, främst inom information och kommunikation.

## Fortsättningen efter 2015
Alla de ambitiösa avsedda målsättningarna i Millenniedeklarationen uppnåddes inte helt och fullt till 2015. Den 25 september 2015 godkände därför medlemsstaterna den fortsatta handlingsplanen, Agenda 2030, med fortsatt måluppfyllelsesträvan och ytterligare tilläggsmål, de så kallade Globala målen, med slutdatum år 2030.